# Jamie Donoughue
Jamie Donoughue – brytyjski reżyser filmowy. W 2016 roku został nominowany do Nagrody Akademii Filmowej za reżyserię filmu krótkometrażowego pt. Shok.